# Митаб ибн Абдаллах Аль Рашид
Митаб ибн Абдаллах Аль-Рашид (араб. متعب بن عبدالله الرشيد‎; умер в январе 1869 г.) был третьим правителем эмирата Джебель-Шаммар, чье правление было очень коротким между 1868 и 1869 гг .

## Биография
Митаб был одним из сыновей Абдуллы бин Али Аль-Рашида, который основал эмират Джебель-Шаммар в 1835 году и правил им до 1847 года. У него было два брата, Талал и Мухаммед . Митаб сменил своего старшего брата Талала в 1868 году .В январе 1869 года он был застрелен во дворце Барзан своими племянниками Бандаром ибн Талалом и Бадром ибн Талалом. Р. Бейли Уиндер называет одной из причин убийства Митаба жестокое обращение с Бандаром и его братьями и сестрами со стороны их дяди и эмира Митаба. После убийства Митаба Бандар стал эмиром Джебель-Шаммара, и члены семьи Митаба уехали из Хаиля в Эр- Рияд, где Аль-Сауд предоставил им убежище.
Один из сыновей Митаба, Абдулазиз, был усыновлен своим дядей Мухаммедом и правил эмиратом с 1897 по 1906 год.